# Astragalus arequipensis
Astragalus arequipensis är en ärtväxtart som beskrevs av Julius Rudolph Theodor Vogel. Astragalus arequipensis ingår i släktet vedlar, och familjen ärtväxter. Inga underarter finns listade i Catalogue of Life.